# Pseudagrion lindicum
Pseudagrion lindicum är en trollsländeart som beskrevs av Karl Grünberg 1902. Pseudagrion lindicum ingår i släktet Pseudagrion och familjen dammflicksländor. IUCN kategoriserar arten globalt som livskraftig. Inga underarter finns listade i Catalogue of Life.